# Antonio Girardi
Antonio Girardi (Paolisi, 8 aprile 1963) è un giocatore di biliardo italiano.
Antonio Girardi, campano di nascita ma canturino d'adozione. 
Più volte vincitore di vari tornei nazionali, ha avuto nel 2008 la sua annata migliore nella specialità 5 birilli.
È sposato con Alice Bertoncelli, anche lei giocatrice di biliardo di buon livello.

## Palmarès
I principali risultati
- 2007 Campionato italiano categoria Nazionali (Saint-Vincent)
- 2008 Campionato Europeo per Nazioni a squadre
- 2008 Campionato italiano Professionisti (Saint-Vincent)
- 2008 Campionato italiano a coppie (Saint-Vincent)

## BTP
Vittorie complessive nel circuito 
1. Stagione 2007/2008 (Foggia)
2. Stagione 2016/2017 (Firenze) trofeo Nazionali